# Chame (Manang)
Chame (Nepali चाँमे) ist ein Dorf und ein Village Development Committee in der Annapurnaregion in Nepal.
Chame ist Sitz der Distriktverwaltung von Manang.
Der Ort liegt am Marsyangdi im Manang-Tal und ist ein Etappenort der Trekkingroute Annapurna Circuit. Der Ort liegt an der Nordflanke des im Osten des Annapurna-Massivs gelegenen Bergs Lamjung Himal.

## Einwohner
Bei der Volkszählung 2011 hatte Chame 1129 Einwohner (davon 597 männlich) in 279 Haushalten.

## Dörfer und Weiler
Chame besteht aus mehreren Dörfern und Weilern:
- Chame (2740 m ⊙)
- Chhitipu (2580 m)
- Koto (2620 m ⊙); bei Koto mündet der Nar Khola in den Marsyangdi
- Latamro (2420 m)
- Syarkyu (2700 m)
- Thanchok (2660 m ⊙)
- Timang (2620 m ⊙)